# 파라트리아이놉스속
파라트리아이놉스속(Paratriaenops)은 잎코박쥐과에 속하는 박쥐 속의 하나이다. 근연속인 삼중잎코박쥐속(Triaenops) 그리고 잘 알려지지 않은 퍼시벌삼지창박쥐속(Cloeotis)과 함께 파라트리아이놉스족(Triaenopini)으로 분류한다. 파라트리아이놉스속(Paratriaenops)은 2009년까지는 삼중잎코박쥐속으로 분류했다. 현재, 3종으로 이루어져 있다.

## 하위 종
파라트리아이놉스속은 현재 3종을 포함하고 있다.
- 그랑디디에삼지창박쥐 (Paratriaenops auritus)
- 마다가스카르잎코박쥐 (Paratriaenops furculus)
- 폴리안삼지창박쥐 (Paratriaenops pauliani)